# RRAB-3

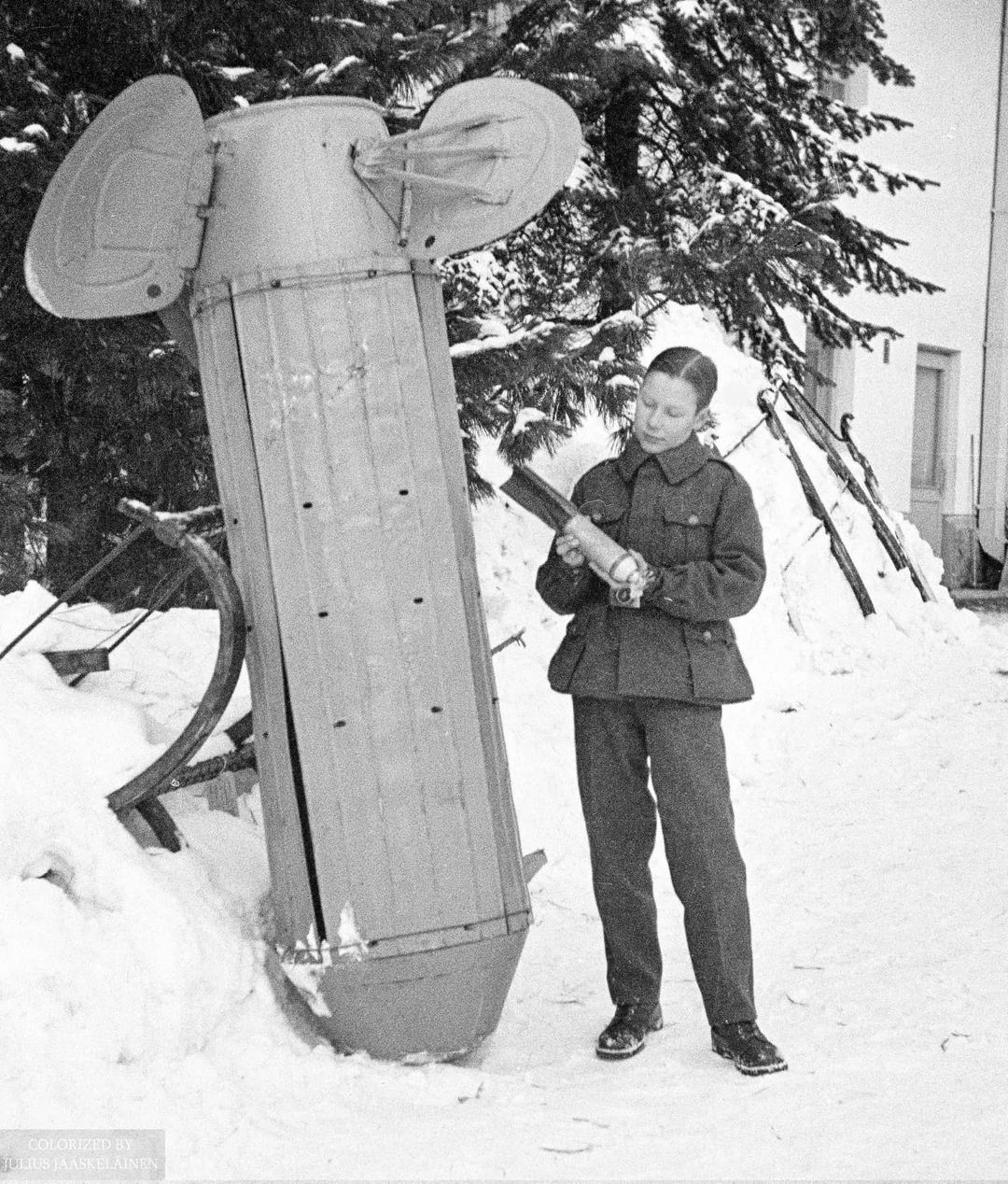
Una bomba soviética RRAB-3 «cesta de pan de Mólotov».

La RRAB-3, apodada «cesta de pan de Mólotov» (en finés: Molotovin leipäkori), era una bomba de racimo soviética, que poseía una carga explosiva y un compartimiento de bombas incendiarias. Fue utilizada contra las ciudades finlandesas durante la guerra de Invierno (1939-1940). La bomba consistía en un cilindro de 2,25 metros por 0,9 metros de diámetro.

Mientras caía desde una aeronave, una pequeña turbina en la nariz giraba para liberar el mecanismo de resorte que mantenía cerrado un compartimiento, que al abrirse, esparció 100 o más bombas incendiarias; la carga explosiva principal en la cola del arma continuó cayendo como una bomba convencional (Descripción del periodista John Langdon-Davies en 1940).

Otras descripciones no hacen mención de una carga principal y, en cambio, la describen como un gran cilindro con aletas, que causaban que la bomba girara y esparciera las submuniciones por medio de la fuerza centrífuga.
En 1939 el ministro de asuntos exteriores soviético, Viacheslav Mólotov, negó que la Unión Soviética lanzara bombas sobre Finlandia, y afirmó que solo era ayuda alimentaria para los hambrientos finlandeses. Los finlandeses, quienes no pasaban hambre, irónicamente bautizaron a la RRAB-3 como la «cesta de pan de Mólotov», y nombraron el «cóctel mólotov» como «una bebida para acompañar la comida».
Esta descripción pareció ser moneda común entre los británicos entre 1940 y 1941, cuando durante el Blitz bautizaron un dispositivo alemán similar como la «cesta de pan de Göring».
Los soviéticos crearon varias versiones: RRAB-1, RRAB-2, RRAB-3, con capacidades de 1000, 500 y 250 kg respectivamente, cada una capaz de contener varios tipos de submuniciones incluyendo HE, incendiarias y químicas.